# Blind Date (30 Rock)
Blind Date es el tercer episodio de la primera temporada de la serie de comedia de televisión estadounidense 30 Rock. Fue escrita por el coproductor ejecutivo John Riggi y dirigida por Adam Bernstein. El episodio se emitió originalmente en Estados Unidos el 25 de octubre de 2006 en la cadena NBC. Las estrellas invitadas en este episodio incluyen a Brett Baer, Katrina Bowden, Kevin Brown, Grizz Chapman, John Lutz, Stephanie March, Maulik Pancholy, Keith Powell y Lonny Ross.
El episodio se centra en Jack Donaghy (Alec Baldwin) organizando una cita a ciegas para Liz Lemon (Tina Fey) con un amigo suyo (March). Al mismo tiempo, Jack se invita al torneo semanal de póquer de los guionistas de TGS con Tracy Jordan: Pete Hornberger (Scott Adsit), Josh Girard (Ross), Frank Rossitano (Judah Friedlander), James "Toofer" Spurlock (Powell) y JD Lutz (Lutz). — y comienza a ganar hasta que el paje de NBC Kenneth Parcell (Jack McBrayer) se une y demuestra ser un jugador sorprendentemente hábil.
Blind Date recibió críticas generalmente positivas de los críticos de televisión. Según el sistema de clasificación de Nielsen, el episodio fue visto por 6.01 millones de espectadores durante su transmisión original y recibió una calificación de 2,2/6 entre los espectadores del grupo demográfico de 18 a 49 años. Blind Date fue nominada a Mejor Episodio Individual (en una serie sin un personaje gay habitual) en la 18ª edición de los GLAAD Media Awards.

## Trama
A Jack Donaghy (Alec Baldwin) le preocupa que Liz Lemon (Tina Fey) esté estresada y tenga un desempeño deficiente como escritora principal de TGS con Tracy Jordan debido a la falta de contacto humano. Le sugiere que tenga una cita con su amigo "Thomas", a lo que ella inicialmente se niega. Cuando casi muere ahogada por atragantamiento estando sola en su apartamento esa noche, una acción que Jack había presagiado como "la mayor preocupación de una mujer soltera", cambia de opinión. Se encuentra con su cita en un restaurante y descubre que Jack le ha puesto una cita con Gretchen Thomas (Stephanie March), una lesbiana. Aunque Liz y Gretchen tienen una gran química, Gretchen no está interesada en perseguir a una "chica heterosexual". Al día siguiente, Liz regaña a Jack por pensar que era lesbiana. Por la noche, Liz se siente sola y llama a Gretchen. Después de compartir sus miedos como mujeres solteras, van a cenar. Allí, Gretchen expresa que siente que está empezando a perseguir a la "chica heterosexual" y dice que deberían dejar de verse. Liz intenta hacer un pacto para volver a estar juntas después de 25 años y comenzar una relación si ambas siguen solteras, pero Gretchen no acepta.

## Producción

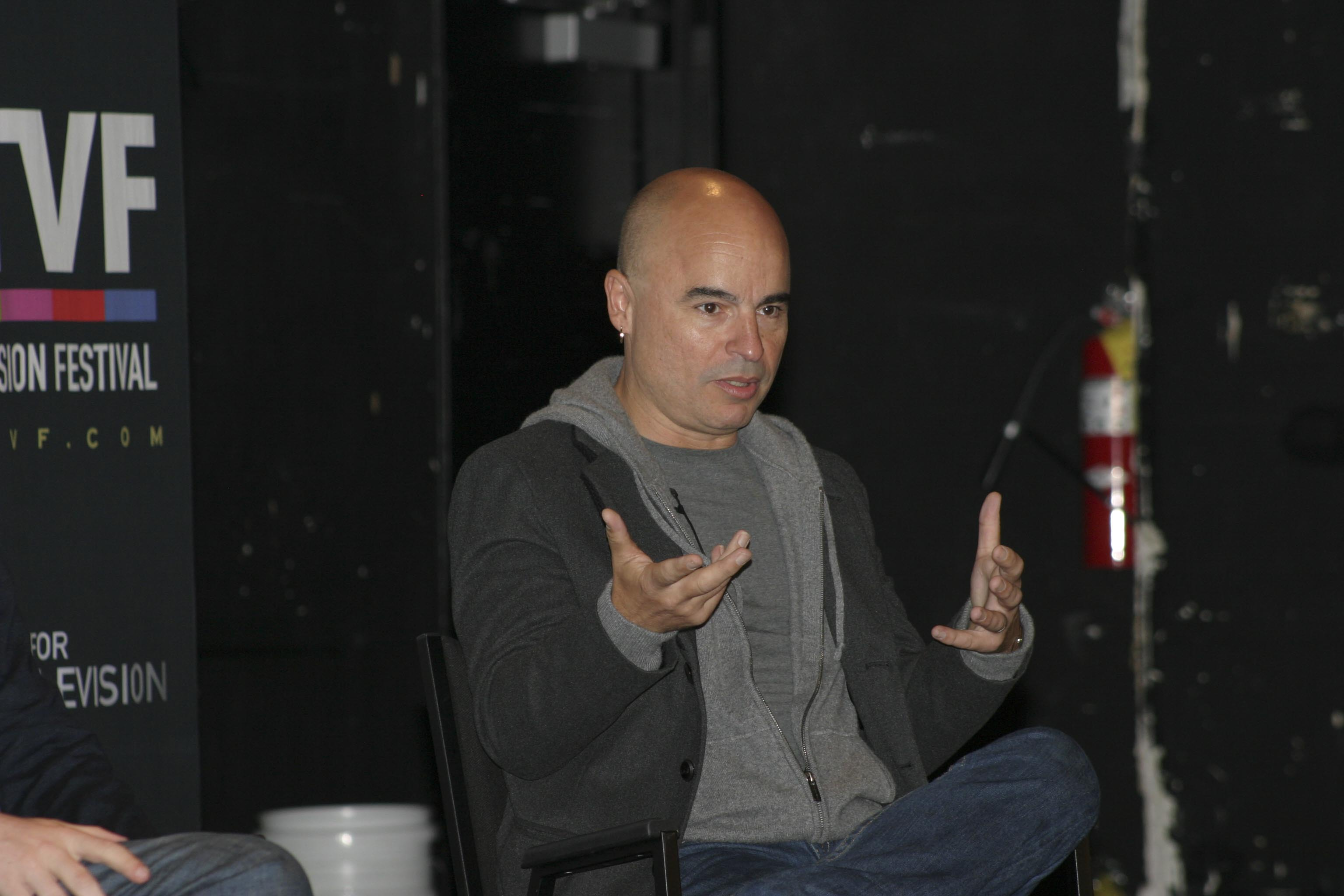
Blind Date fue escrita por el coproductor ejecutivo John Riggi.

Blind Date fue escrita por el coproductor ejecutivo John Riggi y dirigida por el productor supervisor Adam Bernstein. Se emitió originalmente el 25 de octubre de 2006 en NBC como el tercer episodio de la primera temporada del programa. Este episodio contó con la aparición especial de la actriz Stephanie March, quien interpretó a Gretchen Thomas. El coproductor ejecutivo de esa temporada, Brett Baer, tuvo una breve aparición como un hombre que coquetea con Liz después de que Gretchen se va.
Una escena filmada de "Blind Date" fue eliminada de la transmisión. En cambio, la escena apareció en el DVD de la temporada 1 de 30 Rock como parte de las escenas eliminadas en la función de bonificación. En la escena, Pete llega a la oficina de Liz y le cuenta cómo Jack instaló el escenario TGS en el que pueden jugar al póquer. Liz le pregunta si estaría bien si llevara a Gretchen al juego de póquer. 

## Recepción
Según el sistema de clasificación Nielsen, Blind Date fue visto por 6.01 millones de espectadores en su transmisión original en los Estados Unidos. Obtuvo una calificación de 2,2/6 de participación en el grupo demográfico de 18 a 49 años. Esto significa que fue visto por el 2,2 por ciento de todas las personas de 18 a 49 años y el 6 por ciento de todas las personas de 18 a 49 años que miraban televisión en el momento de la transmisión. Este fue un aumento con respecto al episodio anterior, " The Aftermath ", ya que fue visto por 5.7 millones de espectadores estadounidenses. Este episodio fue el número 72 más visto de la semana. Blind Date fue nominada en la 18ª edición de los GLAAD Media Awards por episodio individual destacado (en una serie sin un personaje gay habitual), pero perdió ante el episodio de Grey's Anatomy " Where the Boys Are ".
Desde su emisión, el episodio ha recibido críticas generalmente positivas. A menudo se considera un punto de inflexión en la serie, donde el programa encontró su equilibrio y pudo comenzar a desarrollar su potencial. Robert Canning de IGN elogió el episodio por "aprovechar sus puntos fuertes" y centrarse en los "personajes más plenamente realizados" de la serie, Liz y Jack. Señaló que Tracy se había "estabilizado significativamente desde su constante euforia", haciéndolo "más divertido en el proceso". Canning también disfrutó del mayor tiempo de pantalla de Kenneth y la falta del personaje de Jenna Maroney, interpretado por Jane Krakowski. Un crítico de televisión del Chicago Tribune señaló que las escenas entre Jack y Liz son siempre "un placer" y disfrutó la escena de este episodio en la que Liz regaña a Jack por pensar que era lesbiana. El crítico también agregó que a Judah Friedlander, Keith Powell y Scott Adsit, quienes interpretan a Frank, Toofer y Pete, respectivamente, "no se les ha dado suficiente que hacer", y esperaba que el programa produjera momentos divertidos de la sala de guionistas. Sarah Warn de AfterEllen.com consideró que para un personaje de comedia lésbica de un solo episodio, Gretchen era "una de las mejores que hemos visto". Warn también disfrutó del episodio en sí y lo calificó como "uno de los episodios de comedia más divertidos que he visto en lo que va de la temporada". Kevin D. Thompson de The Palm Beach Post señaló que Blind Date fue uno de los "episodios más divertidos del programa". Un crítico del Richmond Times-Dispatch también elogió el episodio y dijo que fue "uno de los mejores del programa".